# Bakr (nom)
Bakr és un nom masculí àrab (àrab: بكر, Bakr) que literalment significa ‘camell jove’. Si bé Bakr és la transcripció normativa en català del nom en àrab clàssic, també se'l pot trobar transcrit Bakar, Bekr. Aquest nom també el duen musulmans no arabòfons que l'han adaptat a les característiques fòniques i gràfiques de la seva llengua.
Vegeu aquí personatges i llocs que duen aquest nom.
Vegeu també la kunya Abu-Bakr, que ha esdevingut un nom de pila comú.